# Heimberg (Gemeinde Haag)
Heimberg ist eine Streusiedlung und eine Katastralgemeinde der Stadtgemeinde Haag im Bezirk Amstetten in Niederösterreich. Im Markstein (420 m ) erreicht die Katastralgemeinde ihren höchsten Punkt.

## Geschichte
Heimberg wurde urkundlich erstmals 1264 als Haeimperge erwähnt. Der Name leitet sich von „Berg, der nach einem Mann mit dem Namen Heimo benannt ist“, ab. Laut Adressbuch von Österreich waren im Jahr 1938 in Heimberg ein Maschinenhändler, ein Schmied, ein Schneider, ein Wagner und mehrere Landwirte ansässig.

## Siedlungsentwicklung
Zum Jahreswechsel 1979/1980 befanden sich in Heimberg 61 Bauflächen auf insgesamt 34.398 m² und 63 Gärten auf 259.542 m², 1989/1990 waren es 60 Bauflächen. 1999/2000 war die Zahl der Bauflächen auf 53 gesunken und 2009/2010 waren es 67 Gebäude auf 99 Bauflächen.

## Landwirtschaft
Die Katastralgemeinde ist landwirtschaftlich geprägt. 2805 Hektar wurden zum Jahreswechsel 1979/1980 landwirtschaftlich genutzt und 259 Hektar waren forstwirtschaftlich geführte Waldflächen. 1999/2000 wurde auf 3057 Hektar Landwirtschaft betrieben und 256 Hektar waren als forstwirtschaftlich genutzte Flächen ausgewiesen. Ende 2018 waren 2943 Hektar als landwirtschaftliche Flächen genutzt und Forstwirtschaft wurde auf 277 Hektar betrieben. Die durchschnittliche Bodenklimazahl von Heimberg beträgt 46,6 (Stand 2010).